# Mbidira
Mbidira est un village du Cameroun situé dans le département du Djérem et la région de l'Adamaoua. Il fait partie de la commune de Tibati.

## Population
En 1967, Mbidira comptait 76 habitants, principalement des Gbaya. Lors du recensement de 2005, le village était habité par 85 personnes, 44 de sexe masculin et 41 de sexe féminin.